# Körfez
Körfez, tidigare känt som Elaia eller Elaea, är en kommun och ett distrikt i Kocaeli-provinsen i Turkiet. Dess yta är 301 km2, och dess befolkning är 178 048 (2022).
Borgmästare är Şener Söğüt (AKP) och distriktsguvernör är Uğur Kalkar, som utsågs i augusti 2022.

## Historia
Kaiser II. Wilhelms herrgård [tr] ligger i distriktet. Den byggdes 1898 för den tyske kejsaren Wilhelms besök i det osmanska riket.
Distriktet Körfez grundades 1987 från delar av det centrala distriktet Kocaeli (nuvarande İzmit) och distriktet Gebze. Samtidigt döptes kommunen Yarımca om till Körfez. Den gränsar till Şile i norr, Derince i öster, Dilovasi i sydväst och Gebze i väster. Hereke och Kirazlıyalı var självständiga städer inom distriktet tills de införlivades i kommunen Körfez år 2008.
Det finns 36 stadsdelar i Körfez-distriktet:

- 17 Ağustos
- Agah Ateş
- Alihocalar
- Atalar
- Barbaros
- Belen
- Çamlıtepe
- Çıraklı
- Cumaköy
- Cumhuriyet
- Dereköy
- Dikenli
- Elmacık
- Esentepe
- Fatih
- Güney
- Hacı Akif
- Hacı Osman
- Himmetli
- İlimtepe
- Kalburcu
- Karayakuplu
- Kirazlıyalı
- Kışladüzü
- Kutluca
- Kuzey
- Mimar Sinan
- Naipköy
- Osmanlı
- Şemsettin
- Sevindikli
- Sipahiler
- Şirinyalı
- Yavuz Sultan Selim
- Yeni Yalı
- Yukarı